# Rostelecom Cup de 2009
Rostelecom Cup de 2009 (também conhecido como Cup of Russia) foi a décima quarta edição da Rostelecom Cup, um evento anual de patinação artística no gelo organizado pela Federação de Patinação Artística da Rússia (em russo:  Федерация фигурного катания на коньках Росси), e que fez parte do Grand Prix de 2009–10. A competição foi disputada entre os dias 22 de outubro e 25 de outubro, na cidade de Moscou, Rússia.

## Eventos
- Individual masculino
- Individual feminino
- Duplas
- Dança no gelo

## Medalhistas
| Evento                        | Ouro                                         | Prata                                      | Bronze                                               |
| Individual masculino detalhes | Evgeni Plushenko · Rússia                    | Takahiko Kozuka · Japão                    | Artem Borodulin · Rússia                             |
| Individual feminino detalhes  | Miki Ando · Japão                            | Ashley Wagner · Estados Unidos             | Alena Leonova · Rússia                               |
| Duplas detalhes               | Pang Qing · Tong Jian · China                | Yuko Kavaguti · Alexander Smirnov · Rússia | Keauna McLaughlin · Rockne Brubaker · Estados Unidos |
| Dança no gelo detalhes        | Meryl Davis · Charlie White · Estados Unidos | Anna Cappellini · Luca Lanotte · Itália    | Ekaterina Rubleva · Ivan Shefer · Rússia             |

## Resultados

### Individual masculino
| Pos.              | Nome                 | Nacionalidade  | Pontos | PC         | PL         |
| ----------------- | -------------------- | -------------- | ------ | ---------- | ---------- |
| Medalha de ouro   | Evgeni Plushenko     | Rússia         | 240.65 | 43.80 (1)  | 158.40 (1) |
| Medalha de prata  | Takahiko Kozuka      | Japão          | 215.13 | 40.30 (2)  | 139.63 (2) |
| Medalha de bronze | Artem Borodulin      | Rússia         | 201.55 | 39.52 (4)  | 129.48 (3) |
| 4                 | Johnny Weir          | Estados Unidos | 198.55 | 36.72 (3)  | 125.98 (6) |
| 5                 | Kevin van der Perren | Bélgica        | 189.33 | 32.60 (7)  | 126.18 (5) |
| 6                 | Adrian Schultheiss   | Suécia         | 185.02 | 37.54 (5)  | 117.08 (8) |
| 7                 | Brandon Mroz         | Estados Unidos | 181.80 | 25.60 (11) | 127.30 (4) |
| 8                 | Shawn Sawyer         | Canadá         | 179.58 | 30.48 (8)  | 118.20 (7) |
| 9                 | Florent Amodio       | França         | 171.65 | 30.10 (9)  | 111.70 (9) |
| 10                | Ivan Tretiakov       | Rússia         | 164.30 | 35.90 (6)  | 99.20 (10) |
| 11                | Ari-Pekka Nurmenkari | Finlândia      | 149.91 | 30.26 (10) | 92.60 (11) |

### Individual feminino
| Pos.              | Nome                    | Nacionalidade  | Pontos | PC         | PL         |
| ----------------- | ----------------------- | -------------- | ------ | ---------- | ---------- |
| Medalha de ouro   | Miki Ando               | Japão          | 171.93 | 57.18 (3)  | 114.75 (1) |
| Medalha de prata  | Ashley Wagner           | Estados Unidos | 163.97 | 55.16 (5)  | 108.81 (2) |
| Medalha de bronze | Alena Leonova           | Rússia         | 160.06 | 56.78 (4)  | 103.28 (3) |
| 4                 | Alissa Czisny           | Estados Unidos | 158.30 | 57.64 (2)  | 100.66 (4) |
| 5                 | Mao Asada               | Japão          | 150.28 | 51.94 (6)  | 98.34 (5)  |
| 8                 | Jenna McCorkell         | Reino Unido    | 134.70 | 40.94 (11) | 93.76 (6)  |
| 6                 | Júlia Sebestyén         | Hungria        | 148.50 | 57.94 (1)  | 90.56 (7)  |
| 7                 | Amélie Lacoste          | Canadá         | 139.39 | 51.82 (7)  | 87.57 (8)  |
| 9                 | Oksana Gozeva           | Rússia         | 128.52 | 51.08 (8)  | 77.44 (9)  |
| 10                | Katarina Gerboldt       | Rússia         | 117.77 | 42.64 (9)  | 75.13 (10) |
| 11                | Annette Dytrt           | Alemanha       | 109.74 | 36.76 (12) | 72.98 (11) |
| 12                | Anastasia Gimazetdinova | Uzbequistão    | 108.46 | 42.30 (10) | 66.16 (12) |

### Duplas
| Pos.              | Nome                                   | Nacionalidade  | Pontos | PC        | PL         |
| ----------------- | -------------------------------------- | -------------- | ------ | --------- | ---------- |
| Medalha de ouro   | Pang Qing / Tong Jian                  | China          | 191.33 | 65.40 (1) | 125.93 (1) |
| Medalha de prata  | Yuko Kavaguti / Alexander Smirnov      | Rússia         | 180.14 | 61.62 (2) | 118.52 (2) |
| Medalha de bronze | Keauna McLaughlin / Rockne Brubaker    | Estados Unidos | 160.55 | 61.34 (3) | 99.21 (5)  |
| 4                 | Vera Bazarova / Yuri Larionov          | Rússia         | 156.28 | 54.42 (4) | 101.86 (3) |
| 5                 | Nicole Della Monica / Yannick Kocon    | Itália         | 150.86 | 53.56 (5) | 97.30 (6)  |
| 6                 | Mylène Brodeur / John Mattatall        | Canadá         | 148.43 | 46.66 (7) | 101.77 (4) |
| 7                 | Anastasia Martiusheva / Alexei Rogonov | Rússia         | 138.17 | 51.94 (6) | 86.23 (7)  |
| 8                 | Maria Sergejeva / Ilja Glebov          | Estônia        | 128.62 | 44.88 (8) | 83.74 (8)  |

### Dança no gelo
| Pos.              | Nome                                    | Nacionalidade    | Pontos | DC        | DO        | DL         |
| ----------------- | --------------------------------------- | ---------------- | ------ | --------- | --------- | ---------- |
| Medalha de ouro   | Meryl Davis / Charlie White             | Estados Unidos   | 201.10 | 37.87 (1) | 62.21 (1) | 101.02 (1) |
| Medalha de prata  | Anna Cappellini / Luca Lanotte          | Itália           | 168.57 | 32.73 (2) | 52.58 (2) | 83.26 (2)  |
| Medalha de bronze | Ekaterina Rubleva / Ivan Shefer         | Rússia           | 163.32 | 30.33 (3) | 50.92 (3) | 82.07 (3)  |
| 4                 | Vanessa Crone / Paul Poirier            | Canadá           | 157.00 | 29.94 (4) | 48.45 (4) | 78.61 (4)  |
| 5                 | Anastasia Platonova / Alexander Grachev | Rússia           | 153.22 | 27.93 (7) | 47.01 (5) | 77.41 (5)  |
| 6                 | Ekaterina Riazanova / Ilia Tkachenko    | Rússia           | 147.92 | 27.89 (8) | 46.26 (6) | 72.58 (6)  |
| 7                 | Lucie Myslivečková / Matěj Novák        | República Tcheca | 146.95 | 28.08 (6) | 47.45 (7) | 71.86 (7)  |
| 8                 | Katherine Copely / Deividas Stagniūnas  | Lituânia         | 146.76 | 29.39 (5) | 47.88 (8) | 71.11 (8)  |
| 9                 | Carolina Hermann / Daniel Hermann       | Alemanha         | 134.69 | 25.54 (9) | 42.64 (9) | 66.51 (9)  |

## Quadro de medalhas
| Ordem | País           | Medalha de ouro | Medalha de prata | Medalha de bronze |    | Ordem por total |
| ----- | -------------- | --------------- | ---------------- | ----------------- | -- | --------------- |
| 1     | Rússia         | 1               | 1                | 3                 | 5  | 1               |
| 2     | Estados Unidos | 1               | 1                | 1                 | 3  | 2               |
| 3     | Japão          | 1               | 1                |                   | 2  | 3               |
| 4     | Alemanha       | 1               |                  |                   | 1  | 4               |
| 5     | Itália         |                 | 1                |                   | 1  | 4               |
| TOTAL | TOTAL          | 4               | 4                | 4                 | 12 | —               |